# Fugitive Slave Act (1850)

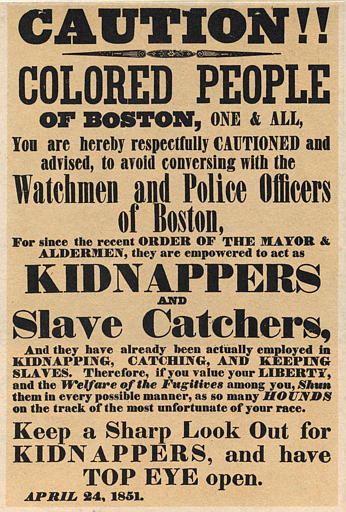
Plakát z Bostonu z dubna 1851 varující „barevné“ před policisty, kteří chytají otroky

Fugitive Slave Act či Fugitive Slave Law (česky doslova „zákon o uprchlých otrocích“) byl zákon, který americký Kongres schválil 18. září 1850 v rámci tzv. kompromisu roku 1850 mezi otrokářským Jihem a protiotrokářskou Stranou svobodné půdy na Severu. Na základě tohoto zákona byla federální vláda zavázána, „aby otroky, kteří uprchli na Sever předávala bez soudního projednání jejich bílým majitelům.“ Ve Sněmovně reprezentantů byl zákon přijat poměrem 109:76 a v Senátu poměrem 27:12. Jde o nejkontroverznější zákon celého výše uvedeného kompromisu. Abolicionisté zákonu přezdívali „Bloodhound Law“ podle psího plemene Bloodhound, které bylo používáno k hledání uprchlých otroků.